# مرد شاه‌بلوطی
مرد شاه‌بلوطی (دانمارکی: Kastanjemanden) یک سریال جنایی دانمارکی است که در ۲۹ سپتامبر ۲۰۲۱ در نتفلیکس منتشر شد.

## خلاصه داستان
داستان با کشف قتل‌عام یک خانواده در مزرعه‌ای دورافتاده در سال ۱۹۸۷ آغاز می‌شود. بیش از سی سال بعد، در کپنهاگ کنونی، زنی جوان در یک زمین بازی به قتل می‌رسد و یکی از دستانش گم می‌شود. کارآگاه نایا تولین مسئول این پرونده شده و با همکار تازه خود، مارک هس، متوجه عروسکی ساخته‌شده از شاه‌بلوط می‌شوند که کنار بدن مقتول قرار دارد. به‌زودی اثر انگشت دختر گم‌شده رزا هارتانگ سیاستمدار بر روی عروسک موردنظر یافته می‌شود.